# Jakub Szal (1970–1994)
Jakub Jerzy Szal (ur. 13 listopada 1970 w Nowym Targu, zm. 8 grudnia 1994 tamże) – polski hokeista.

## Życiorys i kariera
- Podhale Nowy Targ (1988–1993)
- STS Sanok (1993–1994)

Naukę hokeja rozpoczął w czwartej klasie podczas nauki w Szkole Sportów Zimowych nr 1 w Nowym Targu. Wychowanek Podhala Nowy Targ. Wraz z macierzystą drużyną występował w I lidze od 1988, w tym od 1990 regularnie, do końca sezonu 1992/1993, w którym Podhale zdobyło mistrzostwo Polski, a Jakub Szal nie rozegrał wszystkich meczów wskutek kontuzji stopy. W 1993 został zawodnikiem STS Sanok i w barwach tej drużyny grał w sezonie 1993/1994. Po zakończeniu tej edycji, w nowym sezonie 1994/1995 powrócił do Podhala Nowy Targ, a wkrótce potem pod koniec 1994 ponownie zdecydował się na grę w Sanoku.
Zmarł w Nowym Targu 8 grudnia 1994 na atak serca wieku 24 lat. Został pochowany na cmentarzu komunalnym w Nowym Targu.
Hokeistami zostali także jego ojciec Andrzej (ur. 1942, olimpijczyk), brat Robert i bratanek Jakub (ur. 1994).
Był żonaty z Renatą, z którą miał syna Maksymiliana (ur. 1993).

## Sukcesy
Klubowe
- Brązowy medal mistrzostw Polski: 1989, 1991, 1992 z Podhalem Nowy Targ
- Srebrny medal mistrzostw Polski: 1990 z Podhalem Nowy Targ
- Złoty medal mistrzostw Polski: 1993 z Podhalem Nowy Targ